# Oops (Linux内核)

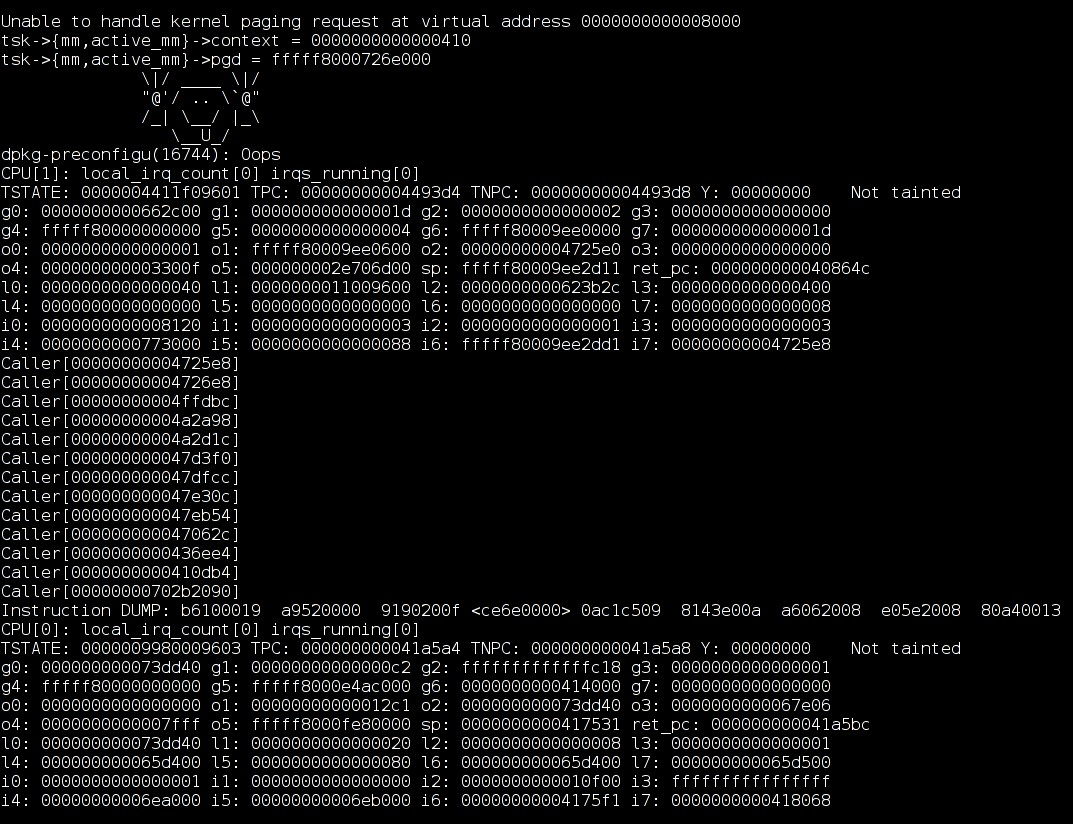
在SPARC上的Linux内核oops

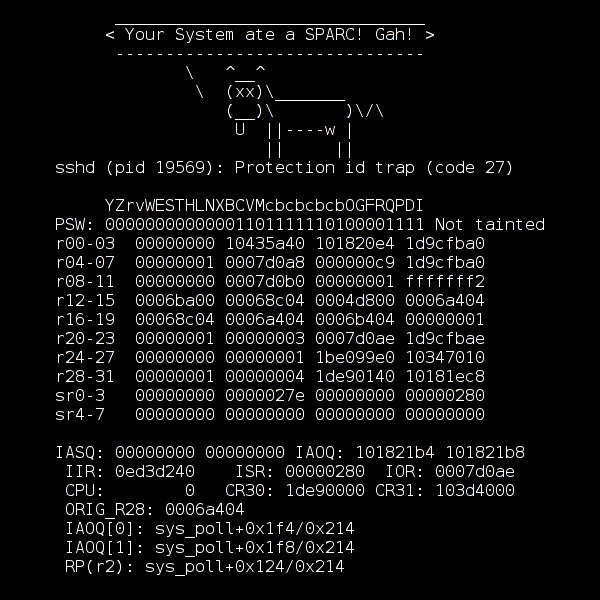
在PA-RISC上顯示出一頭由ASCII字元組成的死亡乳牛的Linux内核oops

oops是Linux内核發生不正確的行為並產生一份錯誤報告。多種類型的oops導致眾所周知的内核错误，但部分oops也允許繼續操作，但可靠度會打折扣。這個術語僅僅代表了一個簡單的錯誤。
當核心檢測到問題時，它會列印一個oops訊息然後殺死全部相關行程。oops訊息可以幫助Linux核心工程師進行调试，檢測oops出現的條件，並修復導致oops的程式錯誤。
Linux官方核心文件中提到的oops訊息被放在核心原始碼Documentation/oops-tracing.txt中。部份記錄程式的設定可能會影響收集oops訊息。 
若系統遇到了oops，一些內部資源可能不再可用。即使系統看起來運作正常，非預期的副作用可能導致活動行程被終止。若系統試圖使用無法使用的資源，核心oops常常導致核心錯誤。
Kernelloops提到了一種用於收集和提交oops到Kerneloops.org的軟體。Kerneloops.org同時也提供了oops的統計資訊。
對於不熟悉電腦及作業系統的人來說，「oops訊息」可能會難以理解。不像Windows或OS X等作業系統，Linux尚未具備顯示一個簡單且易懂的訊息來代表核心的當機。

## 延伸閱讀
- Linux Device Drivers，第三版，第四章
- John Bradford. . Linux核心郵件列表 (邮件列表). 2003-03-08  [2006-05-22]. （原始内容存档于2007-03-10）.
- Szakacsits Szabolcs. . Linux核心郵件列表 (邮件列表). 2003-03-08  [2006-05-22]. （原始内容存档于2007-03-13）.
- Al Viro. . Linux核心郵件列表 (邮件列表). 2008-01-14  [2008-01-14]. （原始内容存档于2008-04-21）.

## 外部連結
- oops.kernel.org，一個收集oops報告的公共服務